# هوجو تاکاتوکی
هوجو تاکاتوکی (به ژاپنی: 北条 高時 Hōjō Takatoki); ۹ دسامبر ۱۳۰۳ – ۴ ژوئیهٔ ۱۳۳۳) پسر هوجو ساداتوکی، آخرین شیکن از شاخه توکوسو، خاندان هوجو و چهاردهمین شیکّن در شوگون‌سالاری کاماکورا اهل ژاپن بود. او پسر هوجو ساداتوکی بود. هوجو تاکاتوکی، که به عنوان شیکن چهاردهم خدمت می‌کرد، به عنوان آخرین رئیس خانواده هوجو توکوسو (از نوادگان مستقیم خاندان هوجو) شناخته می‌شود. او به مدت نه سال و هفت ماه به عنوان شیکن خدمت کرد و با وجود اینکه حتی پس از بازنشستگی نیز در منصب حکومت باقی ماند، فعالانه در امور سیاسی شرکت نداشت. در نهایت، شوگون‌سالاری  کاماکورا توسط «گنکو نو ران» که توسط امپراتور گودایگو در سال ۹۶ ایجاد شد، نابود شد.
هوجو تاکاتوکی در سال ۱۳۰۳ به عنوان سومین پسر هوجو ساداتوکی، نهمین شیکن به دنیا آمد. از آنجایی که هر دو برادر بزرگ و دوم او در جوانی مردند، او از سنین پایین به عنوان پسر ارشد بزرگ شد و در سن ۷ سالگی در گنپوکو (مراسم به رسمیت شناختن یک فرد بالغ) شرکت کرد.
هنگامی که پدرش، هوجو ساداتوکی، در سال ۱۳۱۱ بر اثر بیماری درگذشت، او در سن ۹ سالگی سرپرست خانواده توکوسو هوجو شد. در این زمان، افرادی که مسئولیت دولت شوگون را بر عهده داشتند، انکی ناگاساکی، نایکانری (رنشو خاندان هوجو توکوسو) و هوجو توکی‌آکی، ملازم هوجو تاکاتوکی بودند. اگرچه به هوجو تاکاتوکی قول داده شده بود که در آینده به عنوان شیکّن موفق شود، او تقریباً بدون هیچ فرصتی برای یادگیری در مورد امور سیاسی بزرگ شد.
با این حال، گفته می‌شود که این امر تا حد زیادی تحت تأثیر پدرش، هوجو ساداتوکی بوده است. از زمانی که هوجو تاکاتوکی سه ساله بود، پدرش، هوجو ساداتوکی، تمام وقت خود را صرف مشروب و الکل می‌کرد و گفته می‌شود که هوجو تاکاتوکی متوجه شد که سرپرستی خانواده توکوسو به این معناست که نیازی به مشارکت در سیاست نیست. به همین دلیل، حتی پس از آنکه شیکن سیزدهم، هوجو موتوتوکی، در سال ۱۳۱۶ به او منصوب شد، به ندرت خودش به انجام امور سیاسی پرداخت.

## سقوط شوگون‌سالاری کاماکورا به دلیل واکنش ضعیف به شورش
حتی پس از شیکن چهاردهم، هوجو تاکاتوکی همچنان اداره شوگون‌سالاری را به دستیاران نزدیک خود سپرد، اما به تدریج جنگ در خارج از کاماکورا شروع شد. از آنجایی که «آکوتو» (گروه مسلح ضد شوگون‌سالاری  کاماکورا) عمدتاً در منطقه کینای (منطقه مرکزی کیوتو) فعالیت خود را تشدید کرد، در سال ۱۳۲۴ (اولین سال از عصر شوچو) حادثه شوچو اتفاق افتاد که در آن نقشه امپراتور گو-دایگو برای سرنگونی شوگون‌سالاری فاش شد.
با این حال، هوجو تاکاتوکی تنها دستیاران نزدیک خود را به تبعید (تبعید به جزیره ای دوردست) محکوم کرد و از مجازات امپراتور گو-دایگو اجتناب کرد. به عبارت دیگر، شرایط را جدی نگرفت.
سرانجام در سال ۱۳۲۶ (سال سوم شوچو) هوجو تاکاتوکی بیمار شد و از سمت شیکن بازنشسته شد و این بار خود را وقف سرگرمی‌های خود کرد. این سرگرمی‌ها شرکت در دنگاکو (نمایش کشاورزی متشکل از صدا و رقص) و «توکن» (بازی‌ای که در آن سگ‌ها برای رقابت در برابر یکدیگر قرار می‌گیرند)، بود و بیش از پیش از امور سیاسی دور شدند.
در آن زمان، در سال ۱۳۳۱ (گنکو ۱)، امپراتور گودایگو بار دیگر ارتشی را برای سرنگونی شوگون‌سالاری تشکیل داد. به اصطلاح شورش گنکو شروع شد. در این زمان، امپراتور گو-دایگو دستگیر و به جزایر اوکی (منطقه اوکی کنونی، استان شیمانه) تبعید شد، اما شورش در سراسر ژاپن گسترش یافت.
در سال ۱۳۳۳ (سال سوم گنکو/سال دوم شوکی)، زمانی که نیتتا یوشیسادا و دیگران به کاماکورا هجوم آوردند، شوگون‌سالاری کاماکورا به سرعت سرنگون شد. هوجو تاکاتوکی نتوانست با جنبش به سرعت در حال گسترش برای سرنگونی شوگون‌سالاری کنار بیاید و همراه با خاندان هوجو دست به خودکشی زد. وی در سن ۳۱ سالگی درگذشت.

## سیاست انجام شده توسط هوجو تاکاتوکی
هوجو تاکاتوکی در دوران تصدی خود به عنوان شیکن چهاردهم، به سختی خودش هیچ سیاستی انجام نمی‌داد. تشریفات این بود که تصمیمات دستیاران نزدیک را تأیید کنند. با این حال، خود شوگون‌سالاری به آرامی در جریان بود، و تنها باری که جنگ داخلی در زمان تصدی وی به عنوان شیکن درگرفت، در سال ۱۳۲۶ (سال اول دوران کاریکو)، در جریان «آشفتگی کارکی» بود که در آن انکی ناگاساکی و آداچی توکی‌آکی با یکدیگر مخالفت کردند: اختلاف بر سر ریاست خانواده هوجو توکوسو بود. در میان شیکن‌های متوالی، این دولت کمترین درگیری داخلی را داشت و دربار و معابد امپراتوری به شدت به شوگون‌سالاری کاماکورا وابسته بودند.
به هر حال، شهر کاماکورا در طول دوره کاماکورا در دوره سلطنت هوجو تاکاتوکی از نظر اقتصادی پررونق‌ترین بود. به عبارت دیگر، سلطنت او به دلیل روش سیاسی او در سپردن همه امور سیاسی به دستیاران نزدیک خود موفق بود.
با این حال، از آنجا که او اوضاع سیاسی را از نزدیک زیر نظر نداشت، آشفتگی‌هایی را که در خارج از کاماکورا رخ می‌داد، کم‌اهمیت جلوه داد. در نتیجه، آنها نتوانستند جنبش ضد شوگونی امپراتور گو-دایگو را درهم بشکنند. حتی در این زمان، او گسترش سریع جنبش برای سرنگونی شوگون‌سالاری را پیش‌بینی نمی‌کرد و سقوط شوگون‌سالاری کاماکورا برای هوجو تاکاتوکی غیرمنتظره بود.

## مکان مربوط به هوجو تاکاتوکی

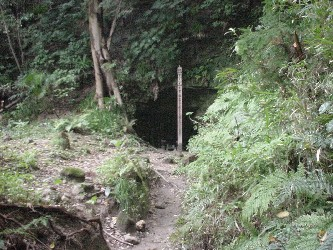
غار «هاراکیری یاگورا» (腹切りやぐら)

هنگامی که نیتتا یوشی‌سادا و سایر نیروها برای سرنگونی حکومت شوگون به کاماکورا حمله کردند، هوجو تاکاتوکی به همراه خانواده‌اش به توشوجی، معبد خانوادگی خاندان هوجو (شهر کاماکورا، استان کاناگاوا) گریخت. اینجا بود که هوجو تاکاتوکی آخرین ایستادگی را در نبرد توشوجی کرد، اما نتوانست کاری انجام دهد و در مقابل ارتش بزرگ شکست خورد. او به همراه خانواده هوجو توکوسو و تقریباً ۸۷۰ ملازم خودکشی کرد. امروزه محلی که هوجو تاکاتوکی و دیگران در آنجا به پایان زندگی خود رسیدند، «هاراکیری یاگورا» (腹切りやぐら) نامیده می‌شود و یک برج یادبود کوچک در غار ساخته شده است.
| پیشین: هوجو موتوتوکی | شیکن ۱۳۱۶–۱۳۲۶   | پسین: هوجو ساداآکی |
| پیشین: هوجو ساداتوکی | توکوسو ۱۳۱۱–۱۳۳۳ | پسین: (نیست)       |